# Aghia
Aghia (tiếng Hy Lạp: ?) là một khu tự quản ở vùng Thessalía, Hy Lạp. Khu tự quản Aghia có diện tích 662 km², dân số theo điều tra ngày 18 tháng 3 năm 2001 là 13120 người.